# Certificado de Español: Lengua y Uso
El Certificado de Español: Lengua y Uso (CELU) es un certificado de español como lengua extranjera que tiene como objetivo certificar la capacidad de un hablante no nativo para desempeñarse en español. Se ofrece en Argentina desde 2004 por el Consorcio Interuniversitario para la Evaluación del Conocimiento y Uso del Español como Lengua Extranjera, integrado por diecinueve universidades de ese país.

## Candidatos
El CELU puede ser solicitado por las personas que no tengan el español como lengua materna. Es requisito también tener dieciséis años cumplidos y tres años completos de educación equivalentes a la escuela secundaria o media o EGB 3 del sistema educativo argentino. Posibilita estudiar en universidades y trabajar en puestos que requieran el uso efectivo de la lengua, ya que entre otras cosas mide la capacidad de desempeño en este tipo de situaciones.

## Niveles
Se acreditan dos niveles de desempeño: intermedio y avanzado. Ambos dan constancia, en distinto grado, de la capacidad lingüística efectiva del hablante extranjero para actuar en situaciones cotidianas, laborales o académicas. Por tratarse de un examen de dominio, cualquier variedad dialectal del español que utilicen los postulantes les permitirá comprender tanto las consignas como los textos presentados en el examen.

## Validez
El CELU está reconocido como un documento válido de conocimiento del idioma español en:
- Argentina
- Brasil
- China
- Italia

## Estructura del examen
| Formato | Formato                                                       | Formato         | |
| Sección | Habilidades                                                   | Tiempo          | Actividad |
| ------- | ------------------------------------------------------------- | --------------- | --- |
| Escrita | - Comprensión escrita - Comprensión oral - Producción escrita | 3 horas         | - Comprensión oral de textos - Producción escrita de textos escritos con una finalidad determinada y para interlocutores específicos |
| Oral    | - Comprensión escrita - Comprensión oral - Producción oral    | 15 a 20 minutos | - Lectura de textos breves y conversar sobre la base de ellos                                                                        |

## Fechas de presentación
El examen puede presentarse en junio y en noviembre en todas las sedes simultáneamente.
Atento a la situación epidemiológica de público conocimiento, el Calendario CELU para el año 2020 sufrirá modificaciones.

## Sedes
En Argentina:
| - Buenos Aires - La Plata - Lomas de Zamora - Quilmes - San Martín - General Roca (Río Negro) | - Tandil - Mar del Plata - Córdoba - Río Cuarto - Villa María | - Catamarca - La Pampa - Mendoza - San Luis - Santa Fe |

En Brasil:
| - Brasilia - Campinas - Curitiba | - Río de Janeiro - São Paulo | - Porto Alegre - Santa Maria |

En Alemania:
- Berlín

En Francia:
- París

En Rusia:
- Moscú

En Armenia:
- Ereván

En Italia:
- Roma
- Milán

## Consorcio Interuniversitario para la Evaluación del Conocimiento y Uso del Español como Lengua Extranjera
Actualmente está conformado por las siguientes universidades :
- Universidad de Buenos Aires
- Universidad Nacional de Catamarca
- Universidad Nacional del Centro de la Provincia de Buenos Aires
- Universidad Nacional del Comahue
- Universidad Nacional de Córdoba
- Universidad Nacional de Cuyo
- Universidad Nacional de Entre Ríos
- Universidad Nacional de General San Martín
- Universidad Nacional de General Sarmiento
- Universidad Nacional de La Matanza
- Universidad Nacional de Lanús
- Universidad Nacional de La Pampa
- Universidad Nacional de La Plata
- Universidad Nacional de la Patagonia San Juan Bosco
- Universidad Nacional de La Rioja
- Universidad Nacional del Litoral en Santa Fe
- Universidad Nacional del Noroeste de la Provincia de Buenos Aires
- Universidad Nacional de Lomas de Zamora
- Universidad Nacional de Mar del Plata
- Universidad Nacional de Quilmes
- Universidad Nacional de Río Cuarto
- Universidad Nacional de Río Negro
- Universidad Nacional de Salta
- Universidad Nacional de San Luis
- Universidad Nacional del Sur
- Universidad Nacional de Tres de Febrero
- Universidad Nacional de Villa María